# 黑坂藩
黑坂藩（日语：／ Kurosaka-han */?）是日本伯耆國日野郡黑坂的藩，慶長14年（1609年）5月創藩，元和4年（1618年）7月廢藩，石高是50,000石，藩廳是黑坂城。

## 歷史
慶長14年（1609年）5月，原本領有伯耆一國的中村一忠死去，他由於沒有繼嗣而被改易，關一政從伊勢龜山藩加增20,000石，以50,000石入主黑坂。一政最初先進駐至生山城，慶長17年（1612年）開始興建黑坂城以及其城下町，直至慶長19年（1614年）入進駐於黑坂城。
元和4年（1618年）7月，根據《寬政重修諸家譜》記載，關家由於發生御家騷動而被改易，不過《藩翰譜》以及《東武實錄》則稱改易理由是沒有繼嗣，然而《德川實紀》則採納《寬政重修諸家譜》的說法，指沒有繼嗣的說法有誤。實際上，關氏盛作為寄合獲江戶幕府下賜近江國蒲生郡5,000石作為領地，一政本人也在寬永2年（1625年）10月才死去。
黑坂藩廢藩後，舊領成為鳥取藩的領地，黑坂城也由池田光政派遣的重臣池田長政入主。寬永9年（1632年），池田光仲入主後，他改派福田久重進駐黑坂，並且讓其實施自分手政治，黑坂成也改為黑坂陣屋，領地遍及日野郡內19村和因幡國岩井郡2村，總共3,500石。

## 歷任藩主
| 家名 | 家格      | 名稱   | 石高     | 藩領                         |
| ---- | --------- | ------ | -------- | ---------------------------- |
| 關家 | 外樣 城持 | 關一政 | 50,000石 | 伯耆國日野郡、會見郡和汗入郡 |

## 註解
1. ↑  黑坂現為鳥取縣日野郡日野町黑坂[1]。